# Bastanius kermanensis
Espèce
Bastanius kermanensis est une espèce d'araignées aranéomorphes de la famille des Hersiliidae.

## Distribution
Cette espèce est endémique d'Iran.

## Étymologie
Son nom d'espèce, composé de kerman et du suffixe latin -ensis, « qui vit dans, qui habite », lui a été donné en référence au lieu de sa découverte, la province de Kerman.

## Publication originale
- Mirshamsi, Zamani & Marusik, 2016 : A survey of Hersiliidae (Arachnida: Araneae) of Iran with description of one new genus and two new species. Journal of Natural History, vol. 50, no 23-24, p. 1447-1461.